# 주광첸

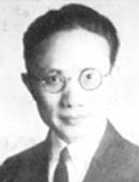

주광첸(朱光潛, 1897년 9월 19일 ~ 1986년 3월 6일)은 중국의 문학 연구자이다.